# Julia Kedhammar
Julia Maria Linnea Kedhammar, född 7 april 2000 i Skogås, Stockholms län, är en svensk sångerska. Hon representerade Sverige i Junior Eurovision Song Contest 2014 med låten Du är inte ensam den 15 november 2014 på Malta.
Kedhammar upptäcktes på Youtube av skivbolaget Sony och fick spela in en skiva som släpptes 2010. Hon har turnerat i USA och deltagit i talangjakter. År 2014 vann hon Lilla Melodifestivalen, live från Gröna lund i Stockholm. Det var tredje gången hon sökte till tävlingen. Tack vare segern fick hon representera Sverige i Junior Eurovision Song Contest 2014, där hon slutade på plats 13 av 16.
Hon spelar även trummor och bas, något hon har lärt sig på egen hand.
Filmografi i urval: 2019 Playmobil the movie (röst som Marla Brenner)